# Normalisator
In de groepentheorie, een deelgebied van de wiskunde is een normalisator een speciale ondergroep {\displaystyle N_{G}(H)} van een groep {\displaystyle G} die hoort bij een ondergroep {\displaystyle H}. De normalisator {\displaystyle N_{G}(H)} is de ondergroep van {\displaystyle G} die bestaat uit de elementen van {\displaystyle G} waarvoor linker- en rechternevenklasse van {\displaystyle H} aan elkaar gelijk zijn. Duidelijk is dat de ondergroep {\displaystyle H} ook een ondergroep is van z'n normalisator. Het blijkt dat {\displaystyle H} zelfs normaaldeler is van de normalisator {\displaystyle N_{G}(H)}.

## Definitie
Zij {\displaystyle G} een groep en {\displaystyle H} een ondergroep van {\displaystyle G}, dan is de normalisator {\displaystyle N_{G}(H)} van {\displaystyle H} in {\displaystyle G} de verzameling van alle {\displaystyle g\in G}, waarvoor geldt dat:
{\displaystyle gH=Hg},
of anders geformuleerd: voor alle {\displaystyle h\in H} is
{\displaystyle ghg^{-1}\in H}
Met andere woorden de normalisator bestaat uit die {\displaystyle g\in G} waarvoor geldt dat {\displaystyle H} onder conjugatie met {\displaystyle g} invariant is.
Er wordt dus niet geëist voor {\displaystyle h\in H} dat {\displaystyle ghg^{-1}=h}, oftewel {\displaystyle gh=hg} d.w.z. dat {\displaystyle g} en {\displaystyle h} commuteren. In veel gevallen zal dat ook niet waar zijn.

## Eigenschappen
- De normalisator is een ondergroep van {\displaystyle G}.
- Een ondergroep {\displaystyle H} is altijd een normaaldeler in haar normalisator {\displaystyle N_{G}(H)}. Preciezer geformuleerd: {\displaystyle N_{G}(H)} is de grootste ondergroep van {\displaystyle G} waarin {\displaystyle H} een normaaldeler is.
- Een ondergroep is precies dan een normaaldeler in {\displaystyle G} wanneer haar normalisator de gehele groep {\displaystyle G} is.
- Men kan de normalisator ook als volgt introduceren:
men laat de groep {\displaystyle G} op de verzameling van zijn ondergroepen werken door conjugatie, dan is de stabilisator van een gegeven ondergroep voor deze werking precies de normalisator van deze ondergroep.

## Voorbeeld
Zij {\displaystyle G} de groep van inverteerbare {\displaystyle n\times n}-matrices (met reële coëfficiënten) voor een natuurlijk getal {\displaystyle n}. Zij {\displaystyle H} verder de ondergroep van de diagonaalmatrices. Dan is de normalisator van {\displaystyle H} in {\displaystyle G} de groep van matrices waar in elke rij en in elke kolom precies één invoerwaarde ongelijk is aan nul. Het quotiënt {\displaystyle N_{G}(H)/H} is isomorf met de symmetrische groep {\displaystyle S_{n}}.

## Verwante begrippen
Vereist men dat {\displaystyle H} per element invariant is onder de conjugatie met groepselementen, dan verkrijgt men het sterkere begrip van de centralisator {\displaystyle C_{G}(H)}. De centralisator is in de desbetreffende normalisator een normaaldeler.